# Myzostoma plicatum
Myzostoma plicatum is een ringworm uit de familie Myzostomatidae.
Myzostoma plicatum werd in 1884 voor het eerst wetenschappelijk beschreven door Graff.